# Innocenzo Leontini
Innocenzo Leontini (Ispica, 25 maggio 1959) è un politico italiano, sindaco di Ispica dal 1992 al 1993 e nuovamente a partire dal 2020.
È stato europarlamentare dal 2018 al 2019 e due volte assessore della Regione Siciliana, nel 1998 e dal 2004 al 2006.

## Biografia
Laureato in scienze politiche. Già esponente del Partito Socialista Italiano, dove negli anni '70 ricopre la carica di segretario provinciale del Movimento giovanile.
Ha ricoperto quindi vari ruoli amministrativi nella sua città, Ispica, tra cui consigliere comunale, assessore, vicesindaco e sindaco dal 1991 al 1993.
Nel 1994 aderisce al partito Forza Italia.

### Deputato all'ARS
Nel 1996 viene eletto deputato all'Assemblea Regionale Siciliana nella lista di Forza Italia nel collegio ragusano. Nello stesso anno assume anche l'incarico di coordinatore provinciale del partito a Ragusa.
Dal gennaio al novembre 1998 diviene Assessore regionale alla Sanità nella prima giunta di Giuseppe Drago.
Nel 2001 viene nuovamente riconfermato all'Ars ottenendo 12.714 voti nel collegio della provincia di Ragusa. Ricopre il ruolo di capogruppo di Forza Italia all'ARS fino ad agosto del 2004 quando il Presidente della Regione Siciliana Salvatore Cuffaro lo nomina Assessore regionale all'Agricoltura e Foreste.
Nel 2006 e nel 2008, candidato per Forza Italia prima e per il PdL dopo, ottiene la riconferma all'ARS, prima con 15.594 poi con 13.040 voti,  risultando per la terza volta il deputato più votato della Provincia di Ragusa.
Per un mese, tra giugno e luglio 2008 assume la carica di europarlamentare subentrando a Francesco Musotto, ma alla fine opta per il ruolo di deputato regionale. Dal 2008 al 2012 ricopre la carica di presidente del Gruppo parlamentare del PdL all'ARS.
Nel 2012 lascia il PdL per aderire al PID-Cantiere Popolare, partito con cui si ricandida all'ARS, rielezione che manca per qualche centinaio di voti. A gennaio del 2013 il suo neo-partito lo inserisce nelle liste del Senato per le elezioni politiche del 2013, ma non viene eletto.
A maggio 2014 è candidato nella lista di Forza Italia, dove era rientrato, alle elezioni europee 2014 nella Circoscrizione Italia insulare, dove ottiene 48.189 preferenze, giungendo terzo, senza essere eletto.
Dal 2020 al 2024 si dichiara indipendente e da novembre 2024 ritorna in Forza Italia.

### Eurodeputato
Il 18 giugno 2018 con l'elezione a sindaco di Catania, Salvo Pogliese lascia il posto di Europarlamentare, il primo dei non eletti risulta essere Gianfranco Micciché che si insedia, ma per incompatibilità con il ruolo di Presidente dell'Assemblea regionale siciliana è dichiarato decaduto. Così il 20 settembre 2018 Leontini diventa Europarlamentare per l'ultimo scorcio di legislatura. 
A dicembre lascia Forza Italia per aderire, il 16 gennaio 2019, al partito politico di Giorgia Meloni Fratelli d'Italia. Abbandona anche il gruppo del Partito Popolare Europeo e si iscrive al Gruppo dei Conservatori e dei Riformisti Europei. Non è però ricandidato da FdI alle elezioni europee del maggio 2019.

### Sindaco di Ispica
Ritorna a ricoprire la carica di sindaco di Ispica nelle elezioni amministrative del 2020, prevalendo al primo turno sul sindaco uscente Lucio Pierenzo Muraglie con il 50,3% dei suffragi.
Nel novembre 2024 annuncia il suo ritorno in Forza Italia.

## Procedimenti giudiziari
Nel 2013 viene indagato nel processo denominato "Guido Tersilli" per presunta truffa all'INPS, per concessione indebita di pensioni di invalidità, nel 2016 viene assolto perché il fatto non sussiste.
Nel 2014 subisce una condanna contabile dalla Corte dei Conti, insieme a Salvatore Cuffaro ed altri ex assessori e deputati siciliani, per assunzioni ritenute illegittime di autisti del 118, a risarcire 780.000 euro a testa
, in appello ridotti a 30.000 euro ciascuno.
È assolto in appello nel 2019 nell'inchiesta delle cosiddette "spese pazze" dell'Ars.